# Nothronychus mckinleyi
Nothronychus mckinleyi es una especie y tipo del género extinto Nothronychus ("perezoso con garras") de dinosaurio terópodos tericinosáurido, que vivió a finales del período Cretácico, hace aproximadamente 91 millones de años, en el Turoniense, en lo que hoy es Norteamérica. 
N. mckinleyi fue encontrado por James Ian Kirkland y Douglas G. Wolfe en 2001 en Nuevo México, Estados Unidos, cerca de la frontera con Arizona, en un área conocida como cuenca Zuni. Es el primer tericinosáurido encontrado en el Nuevo Mundo. El nombre Nothronychus, derivado del significado griego "perezoso con garras" , fue seleccionado porque el animal recordó a J. Kirkland un perezoso de tierra gigante; ya que por convergencia evolutiva su anatomía tiene mucha semejanza con este género extinto de perezosos. Sus garras en forma de guadaña eran características de su grupo.
El periódico The Arizona Republic fue el primero que anunció el descubrimiento el 19 de junio de 2001 y el dinosaurio es nombrado en una columna por R.E. Molnar. Nothronychus fue descrito formalmente en el  Journal of Vertebrate Paleontology el 22 de agosto de 2001 por J. Kirkland y D. Wolfe. La primera evidencia fósil atribuida más tarde a Nothronychus fue descubierta por un equipo de paleontólogos que trabajan en la cuenca Zuni de Nuevo México en el sitio Haystack Butte. Un isquion de tericinosáurido se había confundido originalmente con un escamoso, una parte de la cresta del cráneo del Zuniceratops, un ceratopsiano recientemente descubierto. Sin embargo, un examen más detallado reveló la verdadera identidad del hueso, y pronto se encontraron más partes del esqueleto. El equipo de Nuevo México, dirigido por los paleontólogos Jim Kirkland y Doug Wolfe, publicó su hallazgo en el Journal of Vertebrate Paleontology el 22 de agosto de 2001, convirtiéndolo en el espécimen tipo de la nueva especie, Nothronychus mckinleyi. El periódico Arizona Republic, sin embargo, fue el primero en anunciar el nombre el 19 de junio de 2001, en una columna de R. E. Molnar. El nombre genérico se deriva del griego νωθρός, nothros, "pesado" o "perezoso", y ὄνυξ, onyx, "garra". El nombre específico honra al ranchero Bobby McKinley en cuya tierra se hizo el hallazgo. El holotipo , muestra MSM P2106, consta de dos fragmentos de cráneo, una caja cerebral, algunas vértebras y partes de la cintura escapular, extremidades anteriores, pelvis y extremidades posteriores.